# Jill Abramson
Jill Ellen Abramson (19 de março de 1954) é uma autora e jornalista americana, mais conhecida como a ex-editora chefe do jornal The New York Times. Ela se manteve no cargo de setembro de 2011 a maio de 2014, e foi a primeira mulher a ocupar esse cargo nos 160 anos de história do jornal. Já trabalhou no Wall Street Journal como repórter investigativa.
Em 2012, foi classificada como a quinta mulher mais poderosa do mundo de acordo com a revista Forbes. Também foi nomeada como uma das 500 pessoas mais poderosas do mundo pela Foreign Policy.